# 舊詹姆斯敦 (密蘇里州)
舊詹姆斯敦（英語：Old Jamestown）是位於美國密蘇里州聖路易斯縣的普查規定居民點。

## 人口
根據2020年美國人口普查的數據，舊詹姆斯敦的面積為38.73平方千米，當中陸地面積為38.71平方千米，而水域面積為0.02平方千米。當地共有人口19790人，而人口密度為每平方千米510.97人。